# Nága
Nága je sanskrtský a pálijský termín původně v indické mytologii označující polobožské bytosti s tváří člověka, avšak s tělem, respektive ocasem, a kápí kolem krku jako indická kobra. Výraz nemá v češtině ekvivalent, často je nevhodně překládán jako „had“ nebo „drak“.

## Buddhismus

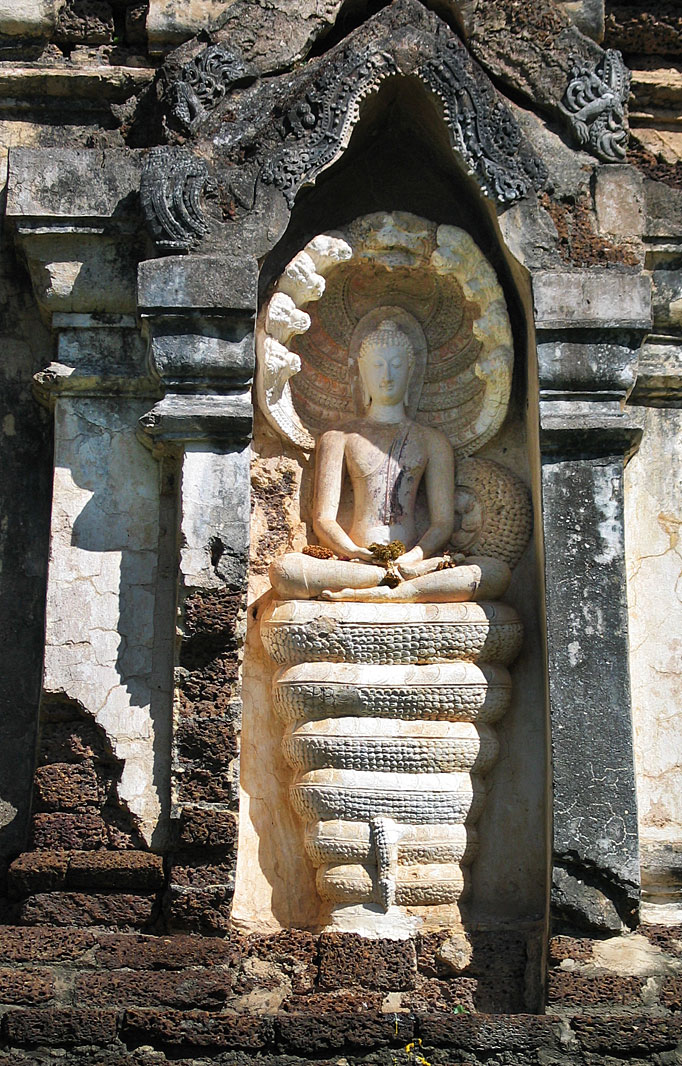
Mučalinda ochraňující Buddhu, styl období Sukhotai, Thajsko.

V buddhistických textech jsou jako nágové označovány podivné polobožské bytosti, které dle popisu mají vypadat jako obrovští hadi (kobry) většinou s jednou hlavou, i když občas jsou popisováni i jako vícehlaví tvorové. Dožívají se vysokého věku několika tisíc let jako dévové a jsou nadáni nadpřirozenými schopnostmi. Dle nejstarší tradice jsou nágové sluhy nebeského krále Virúpakkhy (páli, v sanskrtu Virúpákṣa), jednoho ze čtyř nebeských králů, který chrání západní stranu. Nágové slouží jako strážci hory Suméru a chrání tak dévy z nebe třicetitří před útokem démonů.
Dle théravádových textů je jejich zvířecí stránka natolik silná (tzn. přílišné zahlcení mysli nečistotami jako hněv, nevědomost a chtivost), že nejsou schopni dosáhnout osvícení. Naopak ve vadžrajánové tradici vystupuje mnoho osvícených nágů.
Již od raného buddhismu vystupují v buddhistických legendách jako ochránci Buddhovy nauky. Jedna z nejstarších legend se měla odehrát již šestý týden po Buddhově osvícení, kdy Buddha v sedě prožíval blaho osvobození. Nečekaně se spustil prudký déšť, načež ze svého úkrytu vylezl král nágů Mučalinda, obtočil sedmkrát tělo Buddhy a roztáhl svoji velkou hadí kápi nad Buddhovou hlavou, aby ho tak ochránil před deštěm. Texty vinaji dokonce obsahují příběh o nágovi, který na sebe vzal lidskou podobu a nějaký čas žil jako buddhistický mnich. Nágové mají také klíčové postavení v pozdější formě buddhismu - mahájáně. Mahájánové texty měly být údajně schovány v říši nágů, dokud je odtud v příhodný čas nepřinesl zpět na zem buddhistický mudrc Nágárdžuna.
Nágové však v buddhistických legendách nevystupují jen jako dobrotivé bytosti. Druhý největší Buddhův žák Mahá Mógallána (páli, v sanskrtu Mahá Maudgaljájana) musel pomocí svých nadpřirozených schopností porazit obrovského nágu, který měl údajně Buddhovi a jeho žákům bránit v cestě do nebe třicetitří.
Termín nága nebo mahánága („velký nága“) je v buddhismu také užíván jako synonymum označující velkou bytost pro pojmenování Buddhy a dalších mudrců, kteří došli vysvobození z neustálého koloběhu znovuzrozování.